# Michel Martin Drolling
Michel Martin Drolling (Parigi, 7 marzo 1789 – Parigi, 9 gennaio 1851) è stato un pittore francese.

## Biografia
Artista neoclassico, pittore di soggetti storici e ritrattista, Michel Martin Drolling fu allievo di suo padre, Martin Drolling, alsaziano (il suo cognome si scriveva Drölling), e nel 1806 anche allievo di Jacques Louis David.
La sua "Ira di Achille" gli valse il prix de Rome nel 1810. Dopo il soggiorno romano all'Accademia di Francia, si fece conoscere per una tela di grande effetto: "La morte di Abele", esposta nel 1817 al "Salon de peinture". Da quel giorno in poi la sua carriera fu in costante ascesa. Ricevette numerosissime commissioni, anche da enti pubblici, fra le quali si possono ricordare:
- "La legge scende sulla Terra, vi stabilisce il suo impero e vi diffonde i suoi benefici". Quest'opera è il grande dipinto centrale del soffitto della "Sala degli Uomini illustri" nel Museo del Louvre.
- "Gli Stati generali di Tours", 1836.
- "La Convenzione di Alessandria", per il Museo di Storia del castello di Versailles, 1837.
- "Gesù fra i Dottori", per la Chiesa di Notre-Dame-de-Lorette a Parigi, 1840.

Nel 1837 fu eletto membro dell'Accademia di Belle arti dell'Istituto di Francia e ricevette la nomina di Professore all'École des Beaux-Arts.
I suoi dipinti storici seguono rigorosamente i canoni dell'epoca: pose teatrali valorizzate da colori vivaci, contrasto di luci e perfezione dei dettagli.
Fra molti altri, furono suoi allievi: Theodor Aman, Paul Baudry, Victor Biennourry, Jules Breton, Roger Fenton, Paul-Alfred de Curzon, Charles Joshua Chaplin, Camille Chazal, Pierre-Victor Galland, Jean-Jacques Henner, Gustave Jundt, Alphonse Muraton, Édouard Moyse, Charles Nègre, John Charles Robinson, William Strutt, André-Charles Voillemont e Cornelius Krieghoff.

## Galleria d'immagini

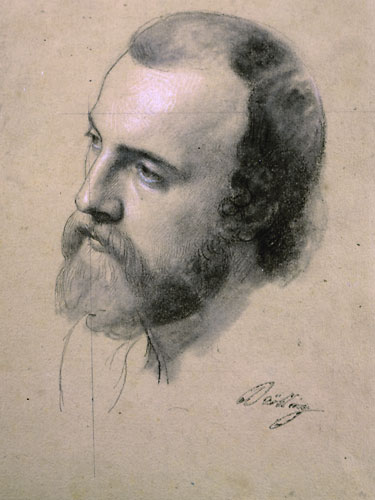
Testa di Cristo (studio)
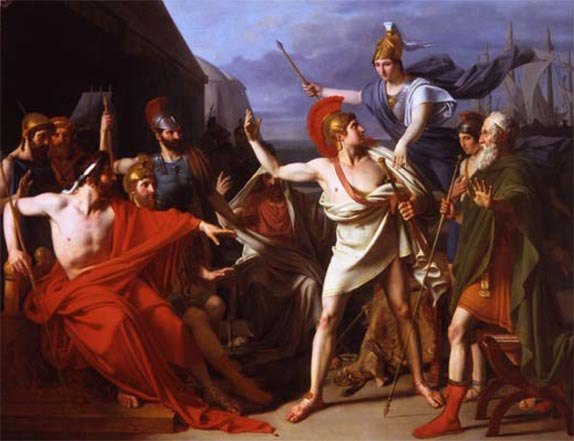
L'ira di Achille (1810)
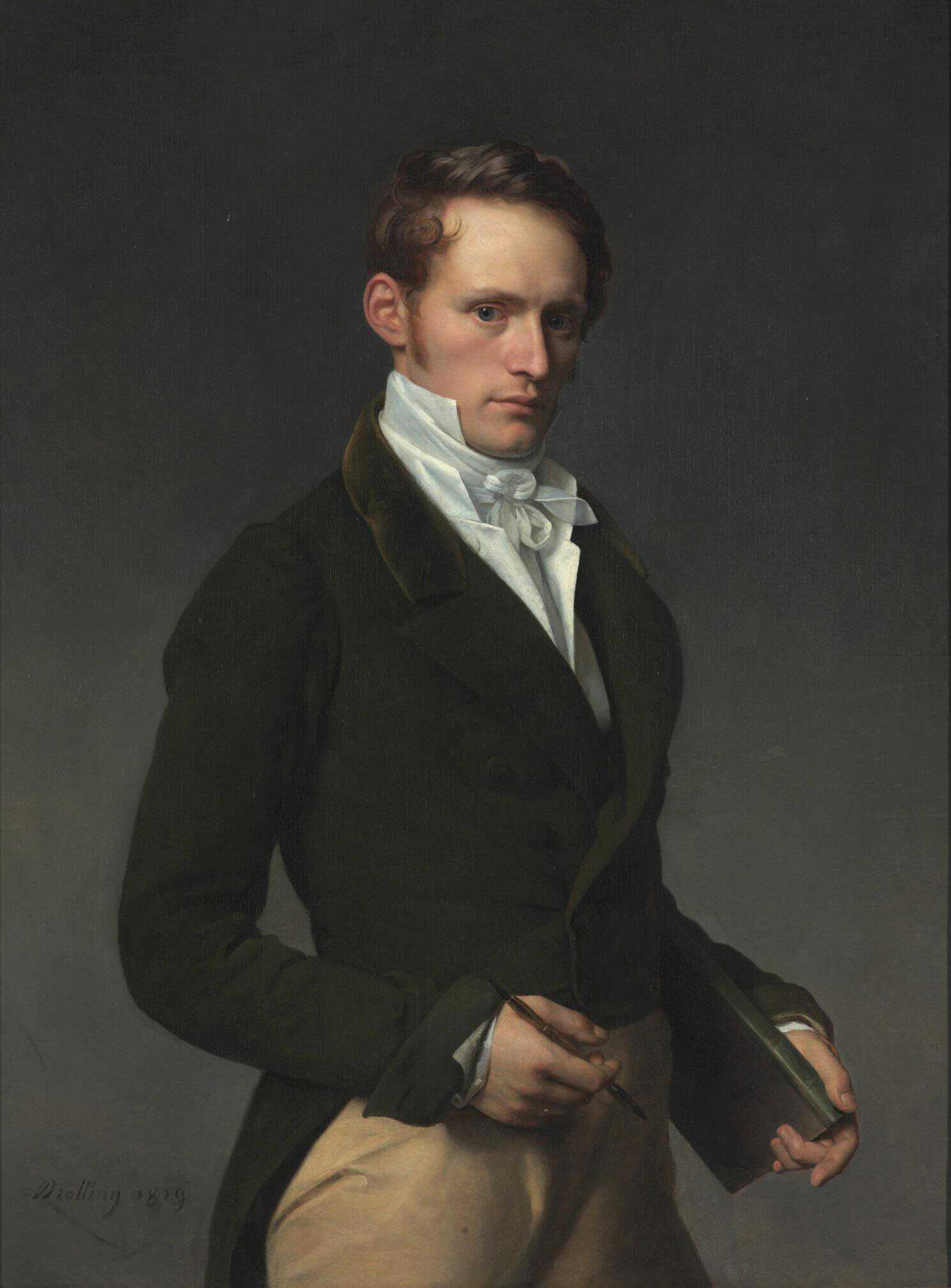
Portrait d'un artiste, 1819
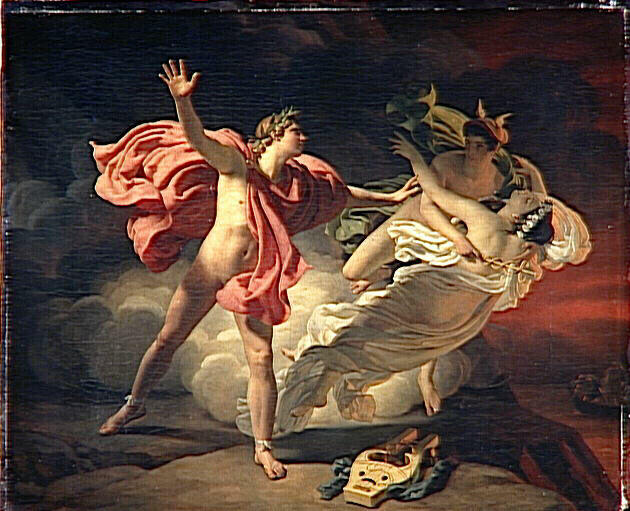
Orfeo e Euridice (1820)